# Siaozaur
Siaozaur (Xiaosaurus dashanpensis) – roślinożerny dinozaur z rzędu dinozaurów ptasiomiednicznych (Ornithischia).
Żył w epoce środkowej jury (ok. 169-163 mln lat temu) na terenach wschodniej Azji. Długość ciała ok. 1,2 m, wysokość ok. 60 cm, masa ok. 5 kg. Jego szczątki znaleziono w Chinach (w prowincji Syczuan), w skałach formacji Shaximiao.
Znany na podstawie jednej nogi i szczęki.